# NGC 1041
NGC 1041 é uma galáxia elíptica (E-S0) localizada na direcção da constelação de Cetus. Possui uma declinação de -05° 26' 24" e uma ascensão recta de 2 horas, 40 minutos e 25,2 segundos.
A galáxia NGC 1041 foi descoberta em 17 de Novembro de 1881 por Édouard Jean-Marie Stephan.